# مدن الترانزيت
مدن الترانزيت فيلم روائي أردني من تأليف أحمد أمين وإخراج محمد الحشكي، وبطولة محمد قباني وصبا مبارك . فاز الفيلم بجائزة النقاد الدولية في مهرجان دبي السينمائي سنة 2010 

## طاقم العمل
- المخرج السينمائي: محمد الحشكي
- كاتب سيناريو: أحمد امين
- المصور: محمود لطفي
- مونتير: محمد كريم الشهابي
- ملحّن: نديم سراج
- تمثيل: محمد قباني، صبا مبارك، شفيقة الطل، أشرف فرح، منال سحيمات، هيفاء آغا .

## ملخص الفيلم
تعود ليلى إلى الأردن بعد غياب دام 14 عاماً في محاولة لاستعادة حياتها السابقة. تغشي حياتها في الخارج عينيها عن رؤية التحول الكبير الذي أصاب بلدتها البسيطة سابقاً، فتصدم بالواقع الجديد وتنهال عليها التوترات والضغوطات من كل جانب، وتكتشف أن المدينة ليست مهددة بالتيار الأصولي فحسب، بل وعلى وشك أن تجتاحها موجة العولمة العارمة.

## وصلات خارجية
- مدن ترانزيت على موقع IMDb (الإنجليزية)
- مدن ترانزيت على موقع ميتاكريتيك (الإنجليزية)
- مدن ترانزيت على موقع روتن توميتوز (الإنجليزية)
- مدن ترانزيت على موقع أول موفي (الإنجليزية)
- مدن ترانزيت على موقع قاعدة بيانات الفيلم (الإنجليزية)
- مدن ترانزيت على موقع ليتربوكسد (الإنجليزية)
- مدن ترانزيت على موقع كينوبويسك (الروسية)